# مارموت سپیدموی
مارموت سپیدموی (نام علمی: Marmota caligata) نام یک گونه از سرده مارموت است.